# Le Lamentin
Le Lamentin är en ort och kommun i Martinique.  Den ligger i den centrala delen av Martinique, 8 km öster om huvudstaden Fort-de-France. Le Lamentin är den näst största kommunen befolkningsmässigt på Martinique. I kommunen ligger Martiniques internationella flygplats Martinique Aimé Césaires internationella flygplats.